# NHK正月時代劇
NHK正月時代劇（えぬえいちけいしょうがつじだいげき）は、NHKが「正月時代劇」としてNHK総合テレビにて1995年から毎年1月1日から1月4日の4日間のうちに放送している単発の時代劇特別番組のテレビドラマである。新作の無い年もあり、前年のものを再放送する。
放送時間は作品により1時間30分から2時間15分程度で、放送日・時間帯は一定ではない。レギュラー放送した作品や大河ドラマの特別版を放送することがある。
2001年以降はBShiで初めに先行放送し、その2日後に地上波の総合テレビで放送する、という状態になっていたが、2009年は同日放送した。
2019年には前後編による初の2夜連続放送。また「BS4K開局記念正月時代劇」としてNHK BS4Kで先行放送が行われたが、2020年以降は同日放送する。

## 放送作品一覧
| 放送年 | タイトル                                         | 総合放送日                    | 原作                                                              | 脚本       | 主演                                         | その他出演者                                                                                               | 視聴率                |
| ------ | ------------------------------------------------ | ----------------------------- | ----------------------------------------------------------------- | ---------- | -------------------------------------------- | --- | --------------------- |
| 1995年 | 清左衛門残日録 仇討ち!播磨屋の決闘               | 1月3日                        | 藤沢周平 『三屋清左衛門残日録』                                   | 竹山洋     | 仲代達矢                                     | 個別記事参照                                                                                               |                       |
| 1996年 | 命捧げ候〜夢追い坂の決闘〜                       | 1月3日                        | 藤沢周平 『帰郷』 『穴熊』                                        | 中島丈博   | 緒形拳                                       | 南野陽子、平田満、浅野忠信、高松英郎、西岡徳馬、八名信夫                                                   |                       |
| 1997年 | 風光る剣 -八嶽党秘聞-                            | 1月2日                        | 藤沢周平 『闇の傀儡師』                                           | 大野靖子   | 中井貴一                                     | 個別記事参照                                                                                               |                       |
| 1998年 | 上杉鷹山-二百年前の行政改革-                     | 1月2日                        | 童門冬二 『小説上杉鷹山』                                         | 大野靖子   | 筒井道隆                                     | 個別記事参照                                                                                               | 12.9%                 |
| 1999年 | 加賀百万石〜母と子の戦国サバイバル               | 1月3日                        | 津本陽 『前田利家』 『加賀百万石』                                | 大野靖子   | 松坂慶子                                     | 個別記事参照                                                                                               | 10.5%                 |
| 2000年 | 蒼天の夢 松陰と晋作・新世紀への挑戦              | 1月3日                        | 司馬遼太郎 『世に棲む日日』                                       | 下川博     | 中村橋之助                                   | 個別記事参照                                                                                               | 12.1%                 |
| 2001年 | 四千万歩の男・伊能忠敬                           | 1月3日                        | 井上ひさし 『四千万歩の男』                                       | 尾西兼一   | 橋爪功                                       | 個別記事参照                                                                                               |                       |
| 2002年 | おらが春〜小林一茶〜                             | 1月3日                        | 田辺聖子 『ひねくれ一茶』                                         | 市川森一   | 西田敏行                                     | 石田ゆり子、かたせ梨乃、田辺誠一、寺島しのぶ、小松政夫、梨本謙次郎、三林京子、財津一郎、杉浦直樹、市原悦子 |                       |
| 2003年 | またも辞めたか亭主殿〜幕末の名奉行・小栗上野介〜 | 1月3日                        | 大島昌宏 『罪なくして斬らる〜小栗上野介〜』                       | 鄭義信     | 岸谷五朗                                     | 個別記事参照                                                                                               |                       |
| 2004年 | 大友宗麟〜心の王国を求めて                       | 1月4日                        | 遠藤周作 『王の挽歌』                                             | 古田求     | 松平健                                       | 個別記事参照                                                                                               | 11.4%                 |
| 2005年 | 大化改新                                         | 1月3日                        | 書き下ろし作品                                                    | 池端俊策   | 岡田准一                                     | 個別記事参照                                                                                               |                       |
| 2006年 | 新選組!! 土方歳三 最期の一日                     | 1月3日                        | 書き下ろし作品                                                    | 三谷幸喜   | 山本耕史                                     | 個別記事参照                                                                                               | 9.8%                  |
| 2007年 | 堀部安兵衛                                       | 1月1日                        | 池波正太郎                                                        | 古田求     | 小澤征悦                                     | 個別記事参照                                                                                               | 前編：8.6% 後編：8.7% |
| 2008年 | 雪之丞変化                                       | 1月3日                        | 三上於菟吉                                                        | 中島丈博   | 滝沢秀明                                     | 個別記事参照                                                                                               | 9.7%                  |
| 2009年 | 陽炎の辻〜居眠り磐音 江戸双紙〜 夢の通い路       | 1月3日                        | 佐伯泰英 『居眠り磐音 江戸双紙』                                  | 尾西兼一   | 山本耕史                                     | 個別記事参照                                                                                               | 9.5%                  |
| 2010年 | 陽炎の辻〜居眠り磐音 江戸双紙〜 海の母           | 1月1日                        | 佐伯泰英 『居眠り磐音 江戸双紙』                                  | 尾西兼一   | 山本耕史                                     | 個別記事参照                                                                                               | 10.5%                 |
| 2011年 | 隠密秘帖                                         | 1月1日                        | 書き下ろし作品                                                    | 金子成人   | 舘ひろし                                     | 個別記事参照                                                                                               | 8.3%                  |
| 2013年 | 御鑓拝借〜酔いどれ小籐次留書〜                   | 1月1日                        | 佐伯泰英 『酔いどれ小籐次留書』                                   | 櫻井武晴   | 竹中直人                                     | 個別記事参照                                                                                               |                       |
| 2014年 | 桜ほうさら                                       | 1月1日                        | 宮部みゆき                                                        | 大森美香   | 玉木宏                                       | 個別記事参照                                                                                               |                       |
| 2016年 | 吉原裏同心〜新春吉原の大火〜                     | 1月3日                        | 佐伯泰英 『吉原裏同心』                                           | 尾崎将也   | 小出恵介                                     | 個別記事参照                                                                                               |                       |
| 2017年 | 陽炎の辻 完結編〜居眠り磐音 江戸双紙〜           | 1月2日                        | 佐伯泰英 『居眠り磐音 江戸双紙』                                  | 尾西兼一   | 山本耕史                                     | 個別記事参照                                                                                               |                       |
| 2018年 | 風雲児たち〜蘭学革命（れぼりゅうし）篇〜         | 1月1日                        | みなもと太郎 『風雲児たち』                                       | 三谷幸喜   | 片岡愛之助                                   | 個別記事参照                                                                                               |                       |
| 2019年 | 家康、江戸を建てる                               | 1月2日（前編） 1月3日（後編） | 門井慶喜                                                          | 八津弘幸   | 市村正親 佐々木蔵之介（前編） 柄本佑（後編） | 個別記事参照                                                                                               |                       |
| 2020年 | そろばん侍 風の市兵衛SP〜天空の鷹〜              | 1月3日                        | 辻堂魁 『風の市兵衛』                                             | 宮村優子   | 向井理                                       | 個別記事参照                                                                                               |                       |
| 2021年 | ライジング若冲 天才 かく覚醒せり                 | 1月2日                        | 書き下ろし作品                                                    | 源孝志     | 中村七之助 永山瑛太                          | 個別記事参照                                                                                               |                       |
| 2022年 | 幕末相棒伝                                       | 1月3日                        | 五十嵐貴久 『相棒』                                               | 土橋章宏   | 永山瑛太 向井理                              | 個別記事参照                                                                                               |                       |
| 2023年 | いちげき                                         | 1月3日                        | 永井義男 『幕末一撃必殺隊』（原案） 松本次郎 『いちげき』（原作） | 宮藤官九郎 | 染谷将太                                     | 個別記事参照                                                                                               |                       |